# Westafrikanische Zentralbank (BCEAO)

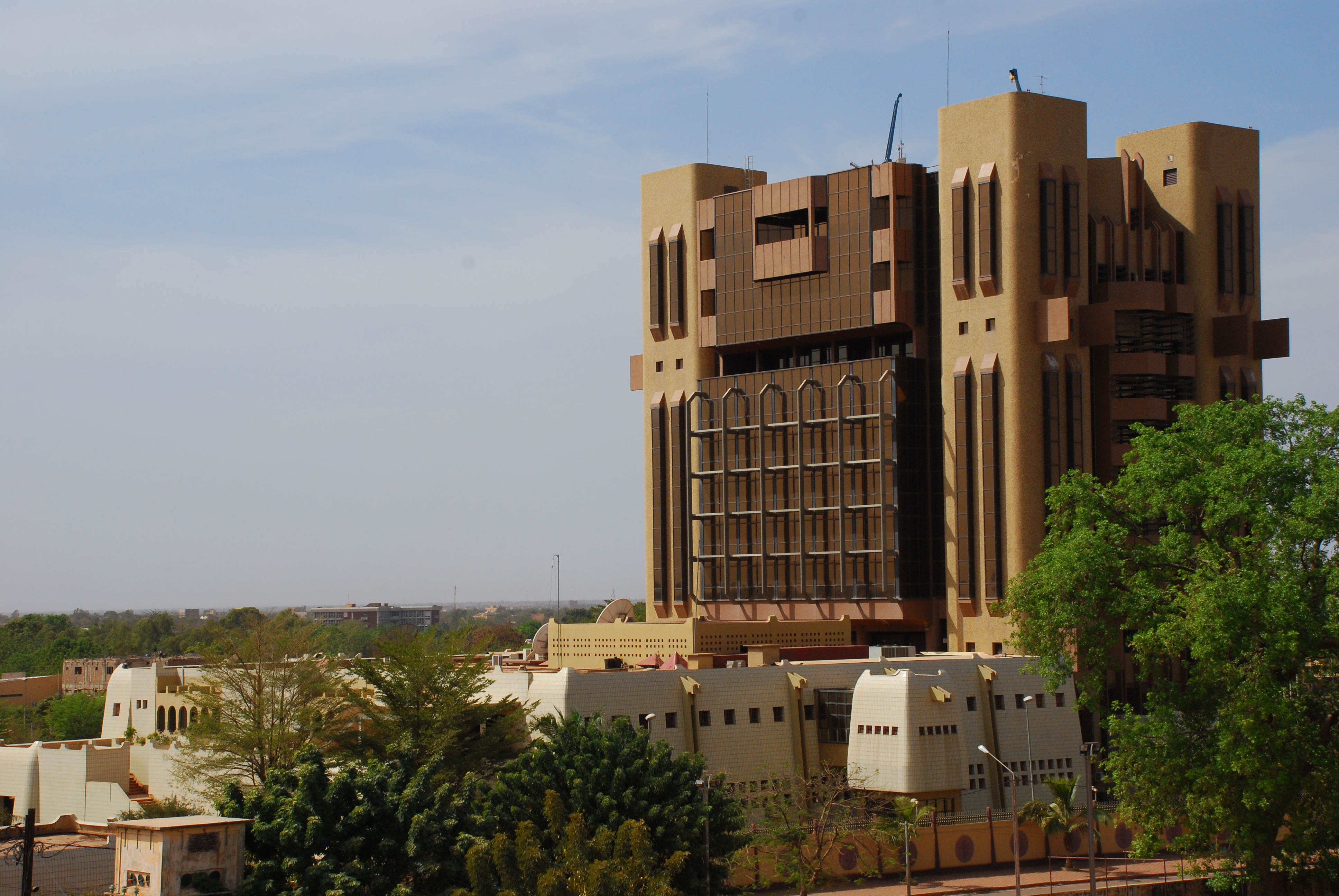
BCEAO-Gebäude in Ouagadougou (Burkina Faso)

Die Banque Centrale des Etats de l’Afrique de l’Ouest (BCEAO, umgangssprachlich-phonetisch wird von der BSAO-Bank gesprochen), übersetzt etwa: Westafrikanische Zentralbank, ist die Zentralbank der afrikanischen Länder Benin, Burkina Faso, Côte d’Ivoire, Guinea-Bissau, Mali, Niger, Senegal und Togo. Diese Länder bilden die Westafrikanische Wirtschafts- und Währungsunion (UEMOA).
Die Zentrale befindet sich in Dakar, der Hauptstadt von Senegal, in jedem Land der UEMOA wird mindestens eine Niederlassung unterhalten.

## Geschichte
1853 wurde in Senegal eine erste Privatbank mit dem Namen Banque du Sénégal gegründet. Am 29. Juni 1901 wurde die Banque de l’Afrique Occidentale gegründet, die für die französischen Kolonien in Afrika als Zentralbank fungierte und deren Aufgaben übernahm und 1920 ihre Aktivitäten auch auf die zentralafrikanischen französischen Gebiete ausdehnte. Ab 26. Dezember 1945 wurde begonnen, den CFA-Franc BCEAO zu emittieren. Am 20. Januar 1955 folgte eine Trennung zwischen West- und Zentralafrika in der Verwaltung, und für Westafrika wurde das Institut d’Emission de l’Afrique Occidentale et du Togo gegründet, das am 4. April 1959 zur Westafrikanischen Zentralbank wurde.

## Westafrikanische Währungsunion (UMOA)
Am 12. Mai 1962 wurde in Paris der Vertrag zur Gründung der Westafrikanischen Währungsunion (Union monétaire ouest-africaine; UMOA) unterzeichnet und mehrmals in den darauffolgenden Jahren novelliert. Die Westafrikanische Währungsunion ist eine Währungszone mit der Währungseinheit CFA-Franc BCEAO, denen die acht westafrikanischen Staaten Benin (früher Dahomey), Burkina Faso (früher Obervolta), Elfenbeinküste, Guinea-Bissau, Niger, Senegal und Togo angehören. 1968 trat Mali bei. Der Sitz der UMOA-Kommission befindet sich in Abidjan. Die UMOA befasst sich mit den Währungsfragen und sollte nicht mit der UEMOA, der Westafrikanischen Wirtschafts- und Währungsunion verwechselt werden. Die Zentralbank der westafrikanischen Staaten (BCEAO) ist die Währungsbehörde der UMOA.